# Dolinske (Podilsk)
Dolinske (en ucraniano: Долинське) es un pueblo ucraniano perteneciente al óblast de Odesa. Situado en el suroeste del país, es parte del raión de Podilsk y del municipio (hromada) homónimo.

## Toponimia
El nombre del asentamiento en ruso es también Dolínskoye (en ruso: Долинское), aunque históricamente se conocía como Valea Hotului (en rumano: Valea Hoțului, lit. 'valle del ladrón'; en ucraniano: Валегоцулове).

## Geografía
Dolinske está a orillas del río Veliki Kuyálnik, unos 35 km al sur de Anániv y a unos 160 km al norte de Odesa.

## Historia
Dolinske fue fundado en la segunda mitad del siglo XVIII por rumanos que huían de la servidumbre en el principado de Moldavia.Según el tratado de Jassy de 1791, las tierras en las que se encuentra el pueblo fueron transferidas al Imperio ruso.
Desde 1923, el pueblo de Valegotsulovo ha sido el centro administrativo del raión de Balta del ókrug de Odesa. De 1924 a 1940, la región formó parte de la República Socialista Soviética Autónoma de Moldavia. En 1940, el raión de Valegotsulovo fue transferido al óblast de Odesa de la República Socialista Soviética de Ucrania. 
Durante la Segunda Guerra Mundial, el pueblo estuvo ocupada por tropas alemanas-rumanas del 7 de agosto de 1941 al 2 de abril de 1944.
En 1945 el lugar pasó a llamarse Dolinske, aboliéndose el raión en 1957.

## Demografía
La evolución de la población de Dolinske entre 1859 y 2001 fue la siguiente:
| 4341                                                          | 5177 | 9301 | 10 882 | 15 266 | 10 469 | 5073 | 4036 |
| (Fuente: Cities & Towns of Ukraine y UKRAINE: Größere Städte) |      |      |        |        |        |      |      |

Según el censo de 2001, la lengua materna de la mayoría de los habitantes, el 71,9%, es el ucraniano; del 22,4% es el rumano; y el ruso, del 4,68%.

## Infraestructura

### Transporte
En el pueblo se cruzan las carreteras territoriales T-16-06 y T-16-37. 